# Ariane 6
För andra betydelser, se Ariane.
Ariane 6 är en raket under utveckling av ESA och ArianeGroup. Raketen kommer att få samma lyftkapacitet som Ariane 5. Syftet med raketen är att halvera kostnaden per uppskjutning och dubblera antalet möjliga uppskjutningar per år, från ca 6-7 till 11. Första uppskjutningen av raketen genomfördes 9 juli 2024.

## Beskrivning
Två varianter av Ariane 6 är under utveckling:
- Ariane 62 kommer ha två boosterraketer med fast bränsle av modell P120. Totalvikten för fordonet är ca 530 ton vid uppskjutning. Den kommer kunna lyfta upp till 4 500 kg till geostationär transferomloppsbana (GTO) och 10 350 kg till låg omloppsbana (LEO). Raketmodellen är framförallt tänkt att användas till statliga och vetenskapliga uppskjutningar.[4]
- Ariane 64 kommer ha fyra boosterraketer med fast bränsle av modell P120. Totalvikten för fordonet är ca 860 ton vid uppskjutning. Den kommer kunna lyfta upp till 11 500 kg till geostationär transferomloppsbana (GTO) och 21 500 kg till låg omloppsbana (LEO). Raketmodellen är framförallt tänkt att användas till kommersiella uppdrag och uppskjutning av två eller fler satelliter.[4]

Raketen kommer att bestå av tre bränslebärande delar:
- Lower Liquid Propulsion Module (LLPM) är Ariane 6:s första steg. Det framförs av en Vulcaine 2.1-motor som drivs av flytande väte och flytande syre. Vulcaine 2.1 är en uppgradering av de motorer som finns i Ariane 5:s första steg. Den nya motorn är framförallt enklare i sin design än föregångaren och därmed billigare att producera. LLPM är 5,4 meter i diameter och innehåller ca 140 ton bränsle.
- Hjälpraketer fästs vid sidan av första steget och hjälper framförallt till med färden genom de tjockare delarna av atmosfären. Vid första steget fästs två eller fyra hjälpraketer av modell P120. Varje hjälpraket innehåller ca 142 ton bränsle. P120 används även i ESA:s andra mindre raket, Vega C. Då som första steg.
- Upper Liquid Propulsion Stage (ULPS) är det andra och sista steget av Ariane 6. Det har, precis som LLPM, en radie om 5,4 m. Den drivs också av flytande väte och flytande syre. Steget framförs av en nyutvecklad motor, Vinci. Motorn kan återstartas upp till fem gånger under färden. ULPM kommer att innehålla ca 31 ton bränsle.

## Utveckling
Raketen var från början tänkt att täcka gapet i lyftkapacitet mellan ESA:s Vega- och Ariane 5-raketer.
I december 2014 bestämdes det att raketens första steg skulle baseras på raketmotorn Vulcain 2.1 och att raketens boostrar skulle vara av fastbränsletyp.
I november 2015 meddelades att raketen kommer att få ungefär samma lyftkapacitet som Ariane 5.
2019 var den första flygningen planerad till slutet av 2020, i maj 2020 kom det fram att jungfruflygningen var försenad till 2021. I oktober 2020 ansökte ESA 230 miljoner euro från medlemsländerna för att kunna färdigställa projektet och få till en första testflygning, som då planerades till andra kvartalet 2022. Första flygningen för Ariane 6 nu ser ut att bli av 2024.

### Finansiering
Raketen utvecklas i offentlig-privat samverkan, där majoriteten av medlen, ca 2,8 miljarder euro, kommer från ESA:s finansiärer. 400 miljoner euro betalas av "industrin".
ESA godkände projektet 3 november 2016 och släppte de medel som behövdes till utvecklingen fem dagar senare. 
I januari 2020 gav Europeiska investeringsbanken understödd av Europakommissionen ett lån på 100 miljoner euro till Arianespace för att täcka delar av det kapital industrin ska bistå med i utvecklingen av raketen. Den tio år långa fristen på lånet är knuten till den ekonomiska framgången för raketen. 

### Jungfrufärd
Första uppskjutningen genomfördes 9 juli 2024 från Centre Spatial Guyanais i Franska Guyana. Uppskjutningen lyckades, men andra steget (ULPS) lyckades inte återstarta motorn för att ta den sista delen av raketen ur omloppsbana. Att inte lämna några delar i omloppsbana som inte är menade att stanna där har varit viktigt för ESA under utvecklingen av raketen för att minska risken för ett framtida Kesslersyndrom runt jorden.
Ombord raketen fanns en massimulator, ett flertal kubsatelliter och två rymdkapslar som skulle testa teknik för att återvända till jorden. Kubsatelliterna kunde släppas ut i de förbestämda omloppsbanorna. Rymdkapslarna skulle släppas efter att motorn hade återstartats en sista gång och ta andra steget ur jordens omloppsbana. Orsaken till felet var att ett av hjälpkraftsystemen ombord ULPS oväntat stängt ner innan manövern kunde genomföras.